# Josef Johann Mann
Josef Johann Mann, známý také jako Jan Josef Mann nebo Johann Josef Ritter von Mann (19. května 1804, Jablonné v Podještědí – 20. března 1889, Vídeň), byl entomolog, lepidopterolog, sběratel a cestovatel, malíř, ilustrátor, preparátor c. k. zoologického dvorního kabinetu ve Vídni.

## Život
Josef Johann Mann se narodil 19. května 1804 v Jablonném v severních Čechách. Základní vzdělání získal v Čechách, byl na výchovu poslán do Zákup a později do Drážďan k mědirytci A. Herzerovi ke studiu maleb a kresby. Velký a rozhodující vliv na jeho další život a entomologickou orientaci mělo setkání s entomologem J. E. Fischerem von Rösslerstamm (1787–1866) v Mikulášovicích (Nixdorf), se kterým ho seznámil jeho příbuzný, entomolog MUDr. Jan Vilém Helfer (1810–1840), který byl původem z Prahy.
Spolupráce s Fischerem von Rösslerstamm ho přivedla ke studiu a sběru motýlů, kterému se pak věnoval po celý svůj další život. Během let 1829 až 1837 prováděl sběry motýlů v okolí Zákup a Mikulášovic a takto získané motýly prodával Fischerovi ke zpracování.
Josef Mann byl velmi horlivým a zručným sběratelem a preparátorem s bohatými zkušenostmi v oboru. Své sběry prováděl kromě již zmíněných oblastí Čech také v zahraničí, např. v Rakouských Alpách: Štýrsku, Korutanech, Maďarsku, v Dalmácii: v Chorvatsku, v Bulharsku, Polsku, ale i na ostrovech: Korsika, Sicílie a jinde. Ve Vídni spolupracoval s Aloisem F. Rogenhoferem.
Josef Johann Mann zemřel 20. března 1889 ve Vídni. Jeho sbírka motýlů je uložena na několika místech v evropských muzeích.